# アンドレ・プレヴィン
アンドレ・ジョージ・プレヴィン（André George Previn, KBE、1929年4月6日 - 2019年2月28日）は、クラシック音楽・映画音楽・ジャズの指揮者、ピアニスト、作曲家。出生名は、ドイツ名でアンドレアス・ルートヴィヒ・プリヴィン（Andreas Ludwig Priwin）といい、アンドレはフランス風の名乗りである。

## 人物・来歴
プレヴィンは、ベルリンのユダヤ系ドイツ人の家庭に生まれた。プレヴィンの父はグラウデンツ生まれで、法律家と音楽教師を兼ねていた。ベルリン高等音楽院でピアノを学び、9歳でパリ音楽院に入学。ナチス政権を逃れて一時期フランスで教育を受けた後、1938年から家族と共にアメリカへ渡り、1943年に合衆国市民権を獲得した。プレヴィン自身は、混迷した時局やアメリカ亡命の渦中で出生証明が失われており、自らの生年について確実ではないとしている。

## 音楽活動

### 指揮
ピエール・モントゥーに指揮法を学んだ後、1967年にヒューストン交響楽団の音楽監督を皮切りに、ロンドン交響楽団（1968年 - 1979年音楽監督、1992年 - 桂冠指揮者）、ピッツバーグ交響楽団（1976年 - 1984年）、ロサンジェルス・フィルハーモニック（1985年 - 1989年）、ロイヤル・フィルハーモニー管弦楽団（1985年 - 1987年音楽監督、1987年 - 1992年首席指揮者）、オスロ・フィルハーモニー管弦楽団（2002年 - 2006年）などで音楽監督、首席指揮者などのポストを歴任した。ウィーン・フィルハーモニー管弦楽団との関係も深く、世界で最も著名な指揮者の一人に数えられている。また2009年9月より3年間、NHK交響楽団の首席客演指揮者を務めた。

### ピアニスト
10代の頃からジャズを演奏し、1940年代当時黎明期にあった初期モダンジャズのビバップスタイルに影響を受けたプレイで「天才少年」として注目された。1953年からは、ウェストコースト・ジャズ界の名トランペット奏者ショーティ・ロジャースの楽団に所属した。1960年代までジャズ・ピアニストとして多くのレコードを製作しているが、この分野での代表作としては、トリオ編成のアルバム『キング・サイズ』（King Size, 1958年）、女性歌手ダイナ・ショアと共演した『ダイナ・シングス、プレヴィン・プレイズ』（Dinah Sings Previn Plays, 1960年）、シェリー・マンとの『マイ・フェア・レディ』などが挙げられる。また、1980年代後半から1990年代初頭にかけて、レイ・ブラウンを迎えてピアノ・トリオで録音を残している。
イギリスでは、コメディ番組に「ミスター・アンドルー・プレヴュー」（Mr Andrew Preview）の名で出演し、グリーグのピアノ協奏曲のパロディを指揮して演奏してみせたことで知られている。
クラシックの分野では、ウィーン・フィルハーモニー管弦楽団および同団員と共演した、モーツァルトやブラームスの協奏曲や室内楽曲をはじめ多数の録音がある。また、ガーシュウィンの『ラプソディ・イン・ブルー』や『ピアノ協奏曲ヘ調』では、ジャズの素養を生かした弾き振りの録音を残している。日本でもNHK交響楽団とのモーツァルトのピアノ協奏曲第24番ハ短調を演奏している。

### 映画音楽
キャリア初期のロサンゼルス時代にはハリウッドの大手映画会社MGM専属となり、多くの映画において映画音楽の作曲や編曲、音楽監督を務めている。プレヴィンが何らかの形でかかわった作品としては、『キス・ミー・ケイト』（1953年）、『絹の靴下』（1957年）、『恋の手ほどき』（1958年）、『あなただけ今晩は』（1963年）、『マイ・フェア・レディ』（1964年）、『モダン・ミリー（映画）』（1966年）、『ペンチャー・ワゴン』（1969年）、『ジーザス・クライスト・スーパースター』（1973年）などがある。なお、『オーケストラの少女』（1937年）などの音楽で知られる映画音楽作曲家チャールズ・プレヴィンは、アンドレの父の従兄弟にあたる。
長年にわたるハリウッド映画界やクラシック音楽界とのかかわりから、活動後期のプレヴィンは大先輩というべきコルンゴルトの再評価にも尽力している。アカデミー賞は、『マイ・フェア・レディ』で編曲賞、1958年の『恋の手ほどき』でミュージカル映画音楽賞、1959年の『ポーギーとベス』で作曲賞、1963年の『あなただけ今晩は』で音楽賞と、通算4回受賞した。テレビのインタビューでは16回ノミネートされて落とされたことを告白している。

### 純音楽作品
純音楽（クラシック音楽）における自作品としては、ウラディーミル・アシュケナージへの献呈作『ピアノ協奏曲』やハインリヒ・シフに献呈された『チェロ協奏曲』、2002年に当時の新妻アンネ＝ゾフィー・ムターのために作曲した『ヴァイオリン協奏曲』、ジョン・ウィリアムスのために書かれ、ジャズバンドも加わる1971年の『ギター協奏曲』、金管アンサンブルでは『金管五重奏のための4つの野外音楽』、また声楽のジャンルでは最初のオペラとなった『欲望という名の電車』（1998年にサンフランシスコにて初演）や歌曲集『ハニー・アンド・ルー』、室内楽では『オーボエ、ファゴット、ピアノのための三重奏曲』（日本初演は作曲者と茂木大輔他によって行なわれた）などが挙げられる。
2019年夏のタングルウッド音楽祭では90歳の誕生日を記念して『ペネロペ』の世界初演が行われる予定だったが、未完成に終わった。曲はデイヴィッド・フェザーロルフによって補筆完成され、2019年7月26日にタングルウッドで世界初演された。演奏者はルネ・フレミングのソプラノ、ユマ・サーマンのナレーション、シモーヌ・ディナースタイン (Simone Dinnerstein) のピアノおよびエマーソン弦楽四重奏団による。

## 代表的な録音
クラシック音楽の指揮者として、管弦楽曲の演奏・録音が活動の中心であり、とりわけスラヴ系の音楽とイギリス・アメリカ近現代の音楽の録音で評価を得てきた。ロンドン交響楽団、ピッツバーグ交響楽団、ロイヤル・フィルハーモニー管弦楽団、ロサンジェルス・フィルハーモニック在任期間を通じて、こうした非独墺系作曲家の作品に多くの録音を残したため、独墺系のレパートリーに消極的と見られる傾向があったが、これはレコード会社の施策によるところが大きく（同時期EMIはルドルフ・ケンペ、ヘルベルト・フォン・カラヤン、オイゲン・ヨッフムら多くのドイツ系指揮者を擁していており、ドイツ出身ながら米国暮らしの長いプレヴィンにドイツ音楽は期待されていなかった）、ウィーン・フィルハーモニー管弦楽団との録音が増加した1990年代以降には、リヒャルト・シュトラウス作品や、ヨハン・シュトラウス2世のオペレッタ『こうもり』全曲など、ディスコグラフィの幅を広げている。ユダヤ系ロシア人としてドイツに生まれ、フランスに学んで英米生活が長いプレヴィンは、国家・民族のデパートともいうべき履歴の持ち主であり、事実そのレパートリーは居住経験も血縁もなかったイタリア物を除く広範囲をカバーしている。1970年代、ジョン・バルビローリ、オットー・クレンペラー、ジャン・マルティノン、ケンペと主力指揮者をたて続けに失ったEMIにおいてエース級の扱いを受け大量の録音をリリース、その後フィリップスやドイツ・グラモフォンへも進出した。
ロンドン交響楽団とのメンデルスゾーン『夏の夜の夢』や、チャイコフスキー『眠りの森の美女』では、通常演奏されることが稀なナンバーを収めた全曲版を用い、いまだに各曲の代表的録音となっている。また、ラフマニノフの交響曲第2番では、1973年の2度目の録音に際して、それまで慣例的に行われていたカットをすべて復元してこの曲の真価を広く伝えることに貢献し、以後ノーカットでの演奏が当然となる先鞭をつけた。
このほか、ドヴォルザークの交響曲第7番および第8番、チャイコフスキーの交響曲第4番、グリーグのピアノ協奏曲、ラフマニノフの『交響的舞曲』、ガーシュウィンの『ラプソディ・イン・ブルー』、プロコフィエフのヴァイオリン協奏曲第1番と『ロメオとジュリエット』、交響曲第5番、『スキタイ組曲』、ショスタコーヴィチの交響曲第4番、「ヴォーン・ウィリアムズ交響曲全集」、ウォルトンの交響曲第1番と2つの戴冠行進曲、『ベルシャザールの饗宴』、オルフの『カルミナ・ブラーナ』などに加え、ピアニストとしては前述のモーツァルト、ブラームスやウラディミール・アシュケナージとの2台ピアノによるラフマニノフの『ロシア狂詩曲』、2台のピアノのための組曲『幻想的絵画』の録音が知られている。
また、リヒャルト・シュトラウスの管弦楽作品も得意としており、ウィーン・フィルハーモニー管弦楽団と録音した一連のCD（テラーク・レーベルによる『英雄の生涯』や『アルプス交響曲』、『ツァラトゥストラはかく語りき』、そしてドイツ・グラモフォンレーベルによる『家庭交響曲』）などが知られている。

## 主な公演
主な公演、コンサートなどを記述。
- N響定期公演
- サウンド・オブ・オーケストラ NHKホール他[8][9]

## 私生活
私生活では5度結婚した。1952年にジャズ・シンガーのベティ・ベネットと初めて結婚した後、女優のミア・ファロー（間に実子3人、ベトナム人の養女2人、韓国人の養女1人スン＝イー）、映画『くちづけ』主題歌の作詞家ドリー・プレヴィン（Dory Previn）、ヴァイオリニストのアンネ＝ゾフィー・ムターらと結婚している。ムターとは、シベリウスやチャイコフスキーなどの協奏曲、モーツァルトのヴァイオリン・ソナタやピアノ三重奏曲などを録音している。そのムターとは、2002年に再婚したが、仕事で忙しくて会えないとの理由で2006年に離婚している。
『N響アワー』のインタビューでは、ラフマニノフのピアノの生演奏を聴いたことがあると語り、「とても偉大なピアニストであった」とコメントした。
余談だが、シェーンベルクと卓球の試合をしたことがあり、プレヴィンの圧勝だった。

## 受賞歴・叙勲
さまざまな分野におけるアメリカ国内外の楽壇への功労から、1998年にはケネディ・センター名誉賞を授与されたほか、イギリスではナイト（KBE）に叙勲された（英国籍ではないため「サー」を名乗ることは正式には認められていないが、ウィーンをはじめヨーロッパでのコンサートのポスターなどには、Sir André Previnの表記が多く見られる）。